# Hate You
Hate You è un singolo del gruppo musicale sudcoreano 2NE1, pubblicato il 21 luglio 2011. La versione giapponese del brano è inclusa nella versione giapponese di Nolza, pubblicato il 21 settembre 2011. La canzone è stata scritta e prodotta dal produttore Teddy Park.

## Pubblicazione
Hate You è stata pubblicata digitalmente in tutto il mondo il 21 luglio 2011 sotto l'etichetta YG Entertainment. Nello show televisivo del gruppo, 2NE1 TV, il produttore Teddy Park ha rivelato che la canzone era originariamente chiamata Fuck You, ma è stata successivamente modificata in una versione "clean". Hanno suonato un frammento della traccia originale ma la parola "fuck" è stata censurata. CL ha detto che la canzone doveva essere inclusa nel loro album di debutto To Anyone.

## Video musicale
Il video animato per la canzone, prodotto e diretto da Mari Kim, mostra le ragazze che cercano di abbattere un terrorista dai capelli rossi. Il video ha ottenuto oltre 35 milioni di visualizzazioni su YouTube.

## Esibizioni dal vivo
Il gruppo si è esibito con Hate You ai programmi Inkigayo e M! Countdown durante il mese di agosto 2011.

## Successo commerciale
Il singolo ha debuttato alla 3ª posizione della Circle Chart, mentre nella Billboard Korea Hot 100 ha debuttato al 4º posto. In Corea del Sud, Hate You ha venduto oltre 2,58 milioni di copie digitali.

## Classifiche
| Classifica (2011) | Posizione massima |
| ----------------- | ----------------- |
| Corea del Sud     | 3                 |